# Kassaman
Kassaman sau Qassaman (Promisiunea) (arabă - نشيد وطني جزائري ) e imnul național al Algeriei. A fost adoptat in 1963, cu puțin timp după independeța față de Franța. Versurle au fost scrise de Mufdi Zakariah (scrisă în 1956, în timp ce era prizonierul forțelor coloniale franceze) și muzica este compusă de un egiptean, Mohamed Fawzi.